# Келембет Нікіта Сергійович
Нікіта Сергійович Келембет (нар. 18 лютого 2005, Україна) — український футболіст, центральний захисник «Петржалки», який виступає в оренді за «Жиліну».

## Життєпис
Футболом розпочав займатися на Дніпропетровщині. З 2015 по 2017 рік грав за «Електрометалург-НЗФ» в юнацькому чемпіонаті області, а з 2017 по 2022 рік захищав кольори дніпровського «Дніпра» в ДЮФЛУ.
8 липня 2022 року підписав контракт з «Петржалкою», за юнацьку (U-19) команду якої виступав до завершення сезону 2022/23 років. За дорослу команду вище вказаного клубу дебютував 12 травня 2023 року в програному (1:2) домашньому поєдинку Другої ліги Словаччини проти дубницького «Спартака». Нікіта вийшов на поле в стартовому складі та відіграв увесь матч. Першим голом у дорослому футболі відзначився 10 вересня 2023 року на 11-й хвилині переможного (2:0) домашнього поєдинку 7-го туру Другої ліги Словаччини проти требишівського «Славоя». Келембет вийшов на поле в стартовому складі, а на 78-й хвилині його замінив серб Матія Бабович. Загалом за два сезони в Другій лізі Словаччини зіграв 24 матчі та відзначився 5-ма голами.
На початку липня 2024 року відправився в оренду до «Жиліни».